# Kipčački jezik

Kipčački jezik je izumrli turkijski jezik iz kipčačke podskupine.
Potomci kipčačkog jezika uključuju većinu turkijskih jezika koji se danas govore u istočnoj Europi i Kavkazu, jer je kipčačko-kumanski jezik služio kao lingua franca na teritoriju Zlatne Horde.
Kazasi su ostatci istočnih kumansko-kipčačkih plemena koji su živjeli u sjevernom Kazahstanu u 10. stoljeću, no kasnije su migrirali u Europu. Dakle, njihov jezik potječe iz više izoliranog oblika jezika ranijih Kipčaka. Povolški Bugari (kasnije Kazanjski Tatari), Astrahanski Tatari, Balkarci, Karačajevci, Kumici, Kumani (kasnije Krimski Tatari), Baškirci i mongolska aristokracija prihvatili su kipčački jezik u danima Zlatne Horde.